# Trox coracinus
Trox coracinus är en skalbaggsart som beskrevs av Gmelin 1788. Trox coracinus ingår i släktet Trox och familjen knotbaggar. Inga underarter finns listade i Catalogue of Life.